# Burg Zöschingen
Die Burg Zöschingen ist eine abgegangene mittelalterliche Höhenburg auf dem Ghagberg nördlich von Zöschingen im Landkreis Dillingen an der Donau in Bayern.
Die Burg wurde im 13. Jahrhundert von den Herren von Zöschingen, die 1257 genannt werden, erbaut und vermutlich 1462 im Zuge des Reichskrieges durch Markgraf Albrecht Achilles von Brandenburg zerstört. 1895 wurden die Grundmauern freigelegt.
Der längliche 50 mal 25 Meter große Burgplatz verfügte über einen hakenförmiger Halsgraben und einen quadratischen Bergfried mit einer Grundfläche von 8 mal 8 Metern und einer Mauerstärke von maximal 2,50 Metern an der Ostspitze, isoliert durch einen Abschnittsgraben. Die Wohngebäude befanden sich vermutlich an der Westseite der Burganlage. Die Burgstelle ist als Bodendenkmal (D-7-7327-0041) gelistet.